# Midlothian, Illinois
Midlothian är en ort (village) i Cook County, i delstaten Illinois, USA. Enligt United States Census Bureau har orten en folkmängd på 14 884 invånare (2011) och en landarea på 7,3 km².